# Marino de Rosas
Marino De Rosas (Olbia, 23 giugno 1946) è un chitarrista italiano.

## Biografia e carriera

### Con il gruppo "The Devils-I Pelati-Colours"
- Nel 1962 forma il quartetto "The Devils" che esegue cover degli Shadow, Champs e dei Beatles.
- Nel 1965, trasferitosi a Milano, cambia casa discografica (la Southern Music) e cambia anche il nome del gruppo in "I Pelati" essendo i membri del gruppo "rasati a zero", e con l'etichetta S-Giovane incidono il 1º 45 giri (in lingua gallurese) di cover di brani dei Pepe e Miele e Brunetta.
- Dopo il 2º 45 giri e diverse apparizioni nelle TV svizzere, Marino De Rosas fa la comparsa nel film "Per un pugno di canzoni" ed insieme ai Nomadi partecipano alla tournée di Adamo.
- "I Pelati" (dopo che si sono fatti ricrescere i capelli) cambiano di nuovo nome in "Colours" e cambiano di nuovo casa discografica (la Ri-Fi Record) con la quale pubblicano 2 45 giri.

### Da solista
- Nel 1969 Marino De Rosas abbandona il gruppo per una carriera da solista.
- Da solista, dal 1970 in poi, messa da parte la chitarra elettrica, una Stratocaster '64, sarà una lunga carriera di chitarrista acustico e compositore delle sue musiche, spesso ispirate alla sua terra, come in "Cannonau" (album "Meridies" prodotto da Andrea Parodi e pubblicato da Amiata Records) [con musica (ispirata alle danze della Gallura) in 12/8] dove l'introduzione è lasciata ad una performance di mammuthones, segue la musica della sua chitarra, a sfondo allegro.

Gli arpeggi ed i virtuosismi nelle sue musiche lasciano il segno, come in "Isole" (album "Meridies").
- Nel 2008 ha collaborato con il duo di musica elettronica Bentesoi componendo un brano di chitarra nel brano "Why feelings change?".

## Discografia
- "Kiterras", MC, 1990
- "Meridies", CD, 1999
- "Femina 'e mare, CD, 2007